# Гейдж, Расселл
Расселл Гейдж (англ. Russell Gage; 22 января 1996, Батон-Руж, Луизиана) — профессиональный футболист, выступающий на позиции уайд ресивера в клубе НФЛ «Тампа-Бэй Бакканирс». На студенческом уровне играл за команду университета штата Луизиана. На драфте НФЛ 2018 года был выбран в шестом раунде.

## Биография

### Начало карьеры
Расселл Гейдж родился 22 января 1996 года в Батон-Руже, там же окончил старшую школу. За школьную команду играл на различных позициях в нападении, в том числе квотербеком, защите и спецкомандах. Перед поступлением в колледж специализирующийся на оценке спортсменов-школьников сайт Rivals.com поставил его на 34-е место в рейтинге игроков штата Луизиана.
В 2014 году он поступил в Университет штата Луизиана. В первые два года обучения Гейдж провёл за университетскую команду только одну игру в роли корнербека. На позиции принимающего он начал играть в 2016 году, также выходя на поле в спецкомандах. В последний год обучения он сыграл во всех тринадцати матчах «Тайгерс», в том числе двух в стартовом составе. Гейдж стал третьим ресивером в команде по игре на выносе и приёме, набрав 232 и 285 ярдов соответственно. По итогам сезона 2017 года он разделил с Даррелом Чарком университетский приз Игроку года в составе спецкоманд.  

#### Статистика выступлений в NCAA
| Сезон | Команда     | Игры | Приём | Приём | Приём | Приём | Вынос | Вынос | Вынос | Вынос |
| Сезон | Команда     | Игры | Rec   | Yds   | Y/A   | TD    | Att   | Yds   | Y/A   | TD    |
| ----- | ----------- | ---- | ----- | ----- | ----- | ----- | ----- | ----- | ----- | ----- |
| 2014  | ЛСЮ Тайгерс | 1    | 0     | 0     | 0,0   | 0     | 0     | 0     | 0,0   | 0     |
| 2015  | ЛСЮ Тайгерс | —    | —     | —     | —     | —     | —     | —     | —     | —     |
| 2016  | ЛСЮ Тайгерс | 7    | 5     | 62    | 12,4  | 1     | 0     | 0     | 0,0   | 0     |
| 2017  | ЛСЮ Тайгерс | 13   | 21    | 285   | 13,6  | 3     | 28    | 232   | 8,3   | 1     |
| Всего | Всего       | 21   | 26    | 347   | 13,3  | 4     | 28    | 232   | 8,3   | 1     |

### Профессиональная карьера
Перед драфтом НФЛ 2018 года сайт лиги отмечал Гейджа как атлетичного спортсмена, очень хорошо играющего в спецкомандах при возврате панта и в защите. Отдельно выделялся его опыт оборонительных действий против сильнейших студенческих команд — «Алабамы», «Оберна» и «Флориды». Недостатками игрока назывались низкая дисциплина на маршрутах и слабость в борьбе с габаритными корнербеками соперника.
На драфте он был выбран в шестом раунде клубом «Атланта Фэлконс». В тренировочном лагере для новичков клуба Гейдж работал на позициях ресивера и корнербека. В дебютном сезоне он не смог проявить себя в качестве принимающего, набрав всего 63 ярда и уступив в борьбе за место в составе Хулио Джонсу, Мохамеду Сану и Келвину Ридли. Напротив, удачно Гейдж действовал в составе спецкоманд при возврате пантов. «Фэлконс» набирали в среднем 6,8 ярда, став восьмой командой НФЛ по этому показателю.
В первой части сезона 2019 года Гейдж также не играл заметной роли в нападении команды, в семи матчах набрав лишь 44 ярда. Ситуация изменилась после того, как клуб обменял Мохамеда Сану в «Нью-Ингленд Пэтриотс». В последних девяти играх он сделал 45 приёмов на 402 ярда, пользуясь тем, что основное внимание защитников концентрировалось на Джонсе и Ридли. Сезон 2020 года стал для Гейджа прорывным. В шестнадцати матчах регулярного чемпионата он сделал 72 приёма на 786 ярдов с четырьмя тачдаунами, став одним из лидеров пасового нападения команды. В 2021 году он выходил в стартовом составе в четырнадцати играх чемпионата, сделав 66 приёмов на 770 ярдов с четырьмя тачдаунами. После окончания сезона Гейдж получил статус свободного агента. В мае 2022 года он подписал трёхлетний контракт на сумму 30 млн долларов с «Тампой-Бэй Бакканирс».
В регулярном чемпионате 2022 года Гейдж сыграл в тринадцати матчах, в том числе четырёх в стартовом составе команды. Он сделал 51 приём на 426 ярдов и установил личный рекорд по количеству тачдаунов. В январе 2023 года в матче уайлд-кард раунда плей-офф против «Далласа» в стыке с сэйфти Донованом Уилсоном Гейдж получил сотрясение мозга. К старту нового сезона Гейдж готовился как один из трёх основных принимающих «Бакканирс», но в августе 2023 года на тренировке получил травму колена и выбыл из строя на длительный срок.

#### Статистика выступлений в НФЛ

##### Регулярный чемпионат
| Сезон | Команда             | Игры | Приём | Приём | Приём | Приём | Вынос | Вынос | Вынос | Вынос |
| Сезон | Команда             | Игры | Rec   | Yds   | Y/A   | TD    | Att   | Yds   | Y/A   | TD    |
| ----- | ------------------- | ---- | ----- | ----- | ----- | ----- | ----- | ----- | ----- | ----- |
| 2018  | Атланта Фэлконс     | 15   | 6     | 63    | 10,5  | 0     | 0     | 0     | 0,0   | 0     |
| 2019  | Атланта Фэлконс     | 16   | 49    | 446   | 9,1   | 1     | 4     | 12    | 3,0   | 0     |
| 2020  | Атланта Фэлконс     | 16   | 72    | 786   | 10,9  | 4     | 2     | 9     | 4,5   | 0     |
| 2021  | Атланта Фэлконс     | 14   | 66    | 770   | 11,7  | 4     | 0     | 0     | 0,0   | 0     |
| 2022  | Тампа-Бэй Бакканирс | 13   | 51    | 426   | 8,4   | 5     | 0     | 0     | 0,0   | 0     |
| Всего | Всего               | 74   | 244   | 2491  | 10,2  | 14    | 6     | 21    | 3,5   | 0     |

##### Плей-офф
| Сезон | Команда             | Игры | Приём | Приём | Приём | Приём | Вынос | Вынос | Вынос | Вынос |
| Сезон | Команда             | Игры | Rec   | Yds   | Y/A   | TD    | Att   | Yds   | Y/A   | TD    |
| ----- | ------------------- | ---- | ----- | ----- | ----- | ----- | ----- | ----- | ----- | ----- |
| 2022  | Тампа-Бэй Бакканирс | 1    | 2     | 10    | 5,0   | 0     | 0     | 0     | 0,0   | 0     |
| Всего | Всего               | 1    | 2     | 10    | 5,0   | 0     | 0     | 0     | 0,0   | 0     |